# Apterotoxitiades vivesi
Apterotoxitiades vivesi là một loài bọ cánh cứng thuộc phân họ Lepturinae, trong họ Cerambycidae. Loài này phân bố ở Nam Phi.